# Clipper Victor
A Clipper Victor (más néven Clipper Young America) egy Boeing 747-121-es típusú repülőgép volt, amelyet a Pan Am állított szolgálatba 1970-ben. Ez volt a világon az első kereskedelmi szolgálatba állított Boeing 747-es. A gépnek rövid, de jelentős története van. A Pan Am szinte minden repülőgépét Clippernek nevezte a 19. századi óceánjáró vitorlás hajók után.
Eredetileg a Clipper Young America nevet kapta. Ez volt az első 747-es, amely kereskedelmi szolgálatban megtette a New York-London repülőutat. A gép tervezésében mechanikai probléma lépett fel. Már az első szolgálati évében eltérítették egy kubai repülése alatt 1970. augusztus 2-án. Ez után nevezték el a repülőgépet Clipper Victornak.
1977. március 27-én a Clipper Victor megsemmisült a világ leghalálosabb légi katasztrófájában, amikor is összeütközött egy másik 747-essel a kanári-szigeteki Tenerife Los Rodeos repülőterének kifutópályáján. A balesetet elszenvedő másik gép a KLM Holland Királyi légitársaság Rijn becenevű  747-ese volt, amely felszállás közben a Pan Am gépének ütközött (lásd: Tenerifei katasztrófa).